# Barney Bear
Barney Bear è un personaggio a cartoni animati creato da Rudolf Ising per la Metro Goldwyn Mayer, la stessa casa di produzione di Tom & Jerry.
È un orso antropomorfo, indolente e sempre assonnato. Nei fumetti italiani di Tom e Jerry veniva chiamato Pappalardo.

## Hanna-Barbera era
- The Bear That Couldn't Sleep
- The Fishing Bear
- The Prospecting Bear
- The Rookie Bear
- The Flying Bear
- The Bear and the Beavers
- Wild Honey
- Barney Bear's Victory Garden
- Bah, Wilderness
- Barney Bear and the Univited Pest
- Bear Raid Warden
- Barney Bear's Polar Pest
- The Un-Welcome Guest
- The Bear and the Bean
- The Bear and the Hare
- Goggle Fishing Bear
- The Wise Little Quacker
- Busy-Body Bear
- Barney's Hungry Cousin
- Cobs and Robbers
- Heir Bear
- Wee-Willie Wildcat
- Half-Pint Palomino
- The Impossible Possum
- Sleepy-Time Squirrel
- Bird-Brain Bird-Dog
- Barney's Gold Mine

## Chuck Jones era
Doctor Barney

Much Bear Inside